# Rochester (Ohio)
Pour les articles homonymes, voir Rochester.
Rochester est un village américain situé dans le comté de Lorain, dans l'Ohio. Selon le recensement de 2010, sa population est de 182 habitants.